# Кара Ахмед-паша
Кара Ахмед-паша (тур. Kara Ahmed Paşa, страчений 29 вересня 1555 в Стамбулі) — османський державний діяч албанського походження. Був 40-м великим візиром Османської імперії між 1553 і 1555 роками.

## Життєпис
Ще до того, як ставши великим візиром, Кара-Ахмед-Паша був бейлербеєм Румелії а також брав активну участь в персько-османських війнах.
Був двічі одруженим: вперше на внучці султана Баязида II Айше Ханім-султан, вдруге в 1552 році — на дочці султана Селіма I Фатьмі-султан.
Після того, як Рустем-паша був знятий з посади великого візира 6 жовтня 1553 року, наступним візиром став сам Кара Ахмед-паша. Він пробув на посаді близько двох років а згодом в 1555 році був страченим. Згідно з однією теорією, причиною його страти могла стати змова Рустема-паші і його тещі Гюрем Султан: Рустем-паша звинуватив Кара Ахмеда-пашу в хабарництві і домігся від Сулеймана I його страти, щоб повернути собі посаду.
На честь Кара Ахмеда-паші була споруджена мечеть, спроєктована Мімар Синаном, в якій він був похований разом з дружиною.

## В кінематографі
В турецькому серіалі «Величне століття. Роксолана» роль Кара Ахмеда-паші виконав Єткін Дикінджилер.